# Windows Vista版本列表
Windows Vista共有六種不同的銷售版本，且除了Windows Vista Starter外，所有版本能同時支援32位元（x86）和64位元（x64）微架構。2006年9月5日，微軟宣布透過美元購買的四種版本，可透過零售下載取得，且每個版本都有提供新的認憑證明和其升級許可。
微軟Windows Vista的零售版本包裝特點為：「使用對用戶友好的設計......外殼為能終身保護內容軟體的硬塑膠製成。光碟盒側身打開後便可見Windows Vista的DVD懸浮在一個清晰的塑膠外殼上，而光碟本身設計採用了類似的微軟早先的Windows 98光碟片。」

## 個人電腦版本

### Windows Vista簡易版（Starter）
Windows Vista Starter是Windows Vista的初階入門版，與Windows XP Starter Edition相似，主要是為了壓制東南亞區高盜版率所帶來的威脅，只針對包括東南亞、南亞等新興市場所推出的版本，共在139個國家銷售，如俄羅斯、巴西、泰國、尼泊爾、墨西哥、巴基斯坦、印尼和印度、菲律賓等地，以非常低的價格來吸引一些預算較低的當地居民，而不會作出全球性的公開銷售，因此在美國、加拿大、歐盟成員國、澳大利亞、日本、台灣及香港等地區不會推出此版本，但是用戶可以透過32位元的DVD，安裝30天的試用版本。
Windows Vista Starter的功能被大幅度限制，而且沒有Windows Vista的商標，亦沒有提供Windows Aero用戶介面和DVD Maker等家用功能，更不支援Internet Explorer 7和Windows Media Player 11等一般Windows Vista最新功能，登入畫面只有純色背景（青色）。同時它亦設有多種的限制，例如用戶只能同時運行3個程序、最高只支援1GB記憶體以及只能運行於模式，可以上網但不可以連接多部電腦。與其他版本不同，簡易版不設64位元版本。目前Windows Vista Starter僅支援AMD的Athlon XP、Duron處理器、Sempron和Geode處理器，以及英特爾的賽揚、Pentium III和某些型號的奔騰4。不過，Starter版本內附帶了一些區域特別設置、而在其他Vista版本中找不到的電腦壁紙。
- 發售形式：只在新興市場發售

### Windows Vista家用入門版（Home Basic）
Windows Vista家用入門版與Windows XP家庭版（Home Edition）相似，家用入門版是為具有基本電腦需求但不需要高級數位娛樂經驗的家庭用戶而設計的版本。此版本包括Windows防火牆、家長控制、安全中心、圖片庫和更多基本功能。但家用入門版並不包括Windows Aero主題界面，僅有缺乏毛玻璃效果的Windows Vista Standard主題（與Windows Aero外型相同 但不具有透明效果）桌面視窗管理員；而Windows Movie Maker雖然有包含在內，但並不支援高清晰度視頻編輯。家用入門版基本上僅支持一個物理CPU，但仍可在多核心電腦上運行；而64位元的家庭普通版可支持高達8GB的RAM使用。其主流支援階段於2012年4月10日終止，而延伸支援階段則於2017年4月11日終止。
- 發售形式：以零售版、OEM版和升級版發售

### Windows Vista家用進階版（Home Premium）
Windows Vista家用進階版與Windows XP Media Center Edition相似，家用進階版包含家用入門版的所有功能；由於市場劃分為具有高階電腦需求的家庭用戶，也因而設計更多進階家用功能（例如：Windows Aero,遊樂場等），如支援HDTV和DVD錄製功能、支援手機、Tablet PC、網路投影機、觸摸螢幕等裝置。此外亦有透過Windows SideShow的輔助顯示，以及一個可計劃備份的實用程式。家用進階版除了個別家庭使用外，亦可支援10個並連的中小企業點對點網路連接形成伺服器訊息區塊。該版本的Windows會議空間也允許使用戶互相交流，但只能有一個能夠查看會議。就像家用入門版一樣，僅支持一個物理CPU，但仍可在多核心電腦上運行，而64位家庭高級版則最多可支持16GB的RAM。家用進階版的主流支援階段於2012年4月10日終止，而延伸支援階段則於2017年4月11日終止。。
- 發售形式：以零售版、OEM版和升級版發售

### Windows Vista商用版（Business）
Windows Vista商用版與Windows XP專業版（Professional）和Windows XP Tablet PC Edition相似，商用版是專為中小型商業用戶而設計的。此版本包含了家庭進階版的大多数功能，但沒有Windows Media Center、家長控制、Windows DVD Maker和Movie Maker HD（只包含具有基本製片功能的Windows Movie Maker）等家用功能。至於在商用功能方面，此版本包含了IIS網站伺服器、Windows Fax and Scan、Windows Rights Management Services用戶端、檔案加密、雙處理器的支援、系統備份及修復、離線檔案的支援、一個完整版本的遠端桌面、ad-hoc P2P相容性、Windows Shadow Copy等。商用入門版的主流支援階段於2012年4月10日終止，而延伸支援階段則於2017年4月11日終止。。
- 發售形式：以零售版、OEM版和升級版發售，以及大量授權方式提供給中小企業用戶

### Windows Vista企業版（Enterprise）
Windows Vista企業版是針對大型企業市場而設計的版本，除了包含商用版的所有功能外，亦包含更多進階的商用功能，包括多语言用户界面套件、BitLocker硬碟加密功能、Virtual PC和UNIX應用程式的支援。此版本不會透過零售和OEM版發售，而是透過大量授權協議Microsoft Software Assurance發行。商用進階版的主流支援階段於2012年4月10日終止，而延伸支援階段則於2017年4月11日終止。
- 發售形式：以大量授權方式提供給企業用戶

### Windows Vista旗艦版（Ultimate）
Windows Vista旗艦版是集合了以上所有版本功能的超級版本，此版本亦包括了Ultimate Extras以及遊戲性能調整程式Windows System Assessment Tool。旗艦版的主流支援階段於2012年4月10日終止，而延伸支援階段則於2017年4月11日終止。
- 發售形式：以零售版、OEM版和升級版發售

備註：
- 由於歐盟以反壟斷法制裁微軟，歐盟地區發售不包含Windows Media Player的Windows Vista Home Basic N及Windows Vista Business N。同樣地，韓國亦發售不包含Windows Media Player和Windows Media Center等一些多媒体功能的Windows Vista Home Basic K,Windows Vista Home Basic KN,Windows Vista Home Premium KN,Windows Vista Business KN及Windows Vista Ultimate KN。
- 客戶在2007年6月30號之前於加拿大和美國購買旗艦版（完整或升級購買）可以購買額外授權的Vista Home Premium（費用為49.99美元）。微軟出售這些許可證在其網站。
- 微軟在非新興市場銷售四個不同的VistaDVD：零售/ OEM廠商的32位，零售/ OEM廠商的64位， VL（批量許可）的32位及VL的64位。除了商用版外，零售/ OEM廠商的DVD包含所有版本的Windows Vista。許可證決定哪個版本會安裝；VL的DVD只能安裝商用版或企業版。用戶可以“解鎖”的特點，Home Premium和Ultimate版本在任何時候購買一次性升級授權通過一個控制面板工具Windows隨時升級。同樣可以升級到Vista商業版到Ultimate版。最終用戶購買此類許可證從微軟的合作夥伴和原始設備製造商，而不是直接從微軟。
- 學生在一些地區可以使用優惠價購買Home Premium版的升級（例如美國的US$89.95），也可以選擇購買Vista旗艦版（目前是"（產品）紅色的"版）的升級（例如美國的US$64.95）。

## 64位元版本
為了支持64位元平台，如Intel Xeon、Intel Core 2、AMD Opteron及AMD Athlon 64，除Windows Vista Starter外，其餘五個版本都會發行32位元（x86）和64位元（x64）兩種版本。這些版本可以運行32位程序來運行它們的WOW64子系統。大多數32位程序可以運行，但應用依賴於設備驅動程序將無法運行，除非這些設備驅動程序已經寫了給64位元的Vista。因此，很多舊的硬件也不能支持64位元版本的Windows Vista。
其他應用程序要有64位元版本可能會遇到困難的。例如，Visual Basic 6的IDE將運行在32位版本，但不會運行在所有的64位版本。一些應用廠商將只提供完整/溢價產品版本的64位Vista和削減下跌版本32位Vista的（例如，Adobe Premier Elements是32位元版本和完整的Adobe Premier可供64位元的Vista更多的能力，但是需要在更高的價格）。
各種審評報告指出64位版本的Windows Vista超出其32位對應的合成基準如PassMark。
所有64位版本的微軟的操作系統，目前實行16TB限制地址空間。
從物理內存，64位Windows Vista Basic支持高達8 GB的RAM，64位Windows Vista Home Premium支持多達16 GB內存，和64位Windows Vista Business/Enterprise/Ultimate支持多達128 GB的RAM。

## 嵌入式版本
微軟一共有兩個版本的Windows Vista嵌入式版本：

### Windows Vista Business for Embedded Systems
這個版本的功能是Windows Vista企業版的功能集。

### Windows Vista Ultimate for Embedded Systems
這個版本的功能是Windows Vista Ultimate的功能集。因此，它包括Vista Ultimate for Embedded Systems沒有的功能，如BitLocker Drive Encryption，該子系統的基於UNIX的應用程序，及虛擬PC快車。

## 比較圖表
| 功能                         | 簡易版                 | 家用入門版             | 家用進階版    | 商用版                  | 企業版       | 旗艦版        |
| ---------------------------- | ---------------------- | ---------------------- | ------------- | ----------------------- | ------------ | ------------- |
| 功能                         | Starter                | Home Basic             | Home Premium  | Business                | Enterprise   | Ultimate      |
| 供貨情況                     | OEM授權，僅新興市場    | 零售及OEM授權          | 零售及OEM授權 | 零售及OEM授權、批量許可 | 批量許可     | 零售及OEM授權 |
| 最大實體記憶體（32位元版本） | 1 GB                   | 4 GB                   | 4 GB          | 4 GB                    | 4 GB         | 4 GB          |
| 最大實體記憶體（64位元版本） | 不適用                 | 8 GB                   | 16 GB         | 128 GB                  | 128 GB       | 128 GB        |
| 最大物理處理器支持           | 1                      | 1                      | 1             | 2                       | 2            | 2             |
| 運行應用程序限制             | 3                      | 無限                   | 無限          | 無限                    | 無限         | 無限          |
| Windows Movie Maker          | 不支援高清晰度視像編輯 | 不支援高清晰度視像編輯 | 是            | 是                      | 是           | 是            |
| Windows行動中心              | 部份                   | 部份                   | 是            | 是                      | 是           | 是            |
| 桌面窗口管理器               | 否                     | 是                     | 是            | 是                      | 是           | 是            |
| Windows Aero                 | 否                     | 部份                   | 是            | 是                      | 是           | 是            |
| EFS加密系统                  | 否                     | 否                     | 是            | 是                      | 是           | 是            |
| Backup                       | 否                     | 否                     | 是            | 是                      | 是           | 是            |
| 家長控制                     | 是                     | 是                     | 是            | 否                      | 否           | 是            |
| Windows Media Center         | 否                     | 否                     | 是            | 否                      | 否           | 是            |
| 高級遊戲                     | 否                     | 否                     | 是            | 是，默认關閉            | 是，默认關閉 | 是            |
| 加入Windows Server domains   | 否                     | 否                     | 否            | 是                      | 是           | 是            |
| 陰影複製用戶端               | 否                     | 否                     | 否            | 是                      | 是           | 是            |
| 遥距桌面                     | 否                     | 否                     | 否            | 是                      | 是           | 是            |
| P2P Meeting Place视频会议    | 否                     | 否                     | 否            | 是                      | 是           | 是            |
| 終端服務主機                 | 否                     | 否                     | 否            | 是                      | 是           | 是            |
| Group Policy                 | 否                     | 否                     | 否            | 是                      | 是           | 是            |
| CompletePC備份及還原         | 否                     | 否                     | 否            | 是                      | 是           | 是            |
| BitLocker                    | 否                     | 否                     | 否            | 否                      | 是           | 是            |
| MUI語言包                    | 否                     | 否                     | 否            | 否                      | 是           | 是            |
| Virtual PC Express           | 否                     | 否                     | 否            | 否                      | 是           | 是            |
| DirectAccess                 | 否                     | 否                     | 否            | 否                      | 是           | 是            |
| Windows Ultimate Extras      | 否                     | 否                     | 否            | 否                      | 否           | 是            |

## 升級

Windows XP與不同Vista版本之間的升級路徑。虛線表示升級至該版本需要全新安裝。

用戶有時可以從Windows XP升級到Windows Vista，或從Windows Vista的一個版本升級到另一個。然而，並非所有的版本都可以升級。所附圖表顯示可能的升級路徑：
注意：如果用戶在運行32位版本的原始操作系統，用戶必須升級到32位版本的的操作系統或全新安裝。
|                    | Vista家用入門版 | Vista家用進階版 | Vista商用版 | Vista旗艦版 |
| XP家用版           |                 |                 |             |             |
| XP專業版           |                 |                 |             |             |
| XP媒體中心版本     |                 |                 |             |             |
| XP Tablet PC       |                 |                 |             |             |
| XP專業版64位元版本 |                 |                 |             |             |
| Windows 2000       |                 |                 |             |             |
| ------------------ | --------------- | --------------- | ----------- | ----------- |